# Jan Józef Przypkowski
Jan Józef Przypkowski (Przybkowski) herbu Radwan (ur. 1707, zm. 12 stycznia 1758) – astronom, matematyk, wydawca kalendarzy, profesor Uniwersytetu Krakowskiego.

## Życiorys
Pochodził z rodziny Przypkowskich osiadłej na Mazowszu. Jego przodkowie od dziesięcioleci przynależeli do zboru Braci Polskich; ojciec Jan, aby uniknąć prześladowań na tle religijnym, musiał przejść z unitarianizmu na katolicyzm.
Przypkowski w 1721 studiował na Wydziale Filozoficznym Uniwersytetu Krakowskiego i tu w 1724 uzyskał bakalaureat, a w 1727 został mistrzem sztuk wyzwolonych. Także w tym roku rozpoczął wykłady na Wydziale Filozoficznym, które prowadził przez jedenaście lat bezpłatnie. W tym czasie poświęcił w głównej mierze opracowywaniu kalendarzy astrologiczno-astronomicznych, które od 1729 wydawał aż do 1747. Kalendarze Przypkowskiego charakteryzowały się ubogą treścią; oprócz kalendarium zawierały jedynie prognostyki astrologiczne.
5 marca 1738 został desygnowany na profesora matematyki i astronomii do Kolegium Mniejszego. W związku z tym we wrześniu 1738 przedstawił dysertację Questio astronomica de singulis planetarum orbibus ex Almagesti Ptolomaei.... Praca ta była całkowicie oparta na Ptolemeuszu; o heliocentryzmie Mikołaja Kopernika pisał Przypkowski, że ta „hipoteza... jakkolwiek wedle niektórych pozwala łatwiej objaśnić zjawisko ruchu planet, jednak, z powodu sprzecznego z Pismem potrójnego ruchu Ziemi usuniętej ze środka świata, jest nie do przyjęcia”. Poglądy na temat teorii kopernikańskich znajdujących się w pracy Przypkowskiego można było znaleźć w większości dzieł ówczesnych astronomów krakowskich.
W 1743 został dziekanem Wydziału Filozoficznego, ponadto kilkakrotnie reprezentował interesy uczelni na sejmie w Warszawie. Od 1744 był notariuszem rektora, tego roku został powołany na członka Kolegium Większego, otrzymując jednocześnie kanonię w kolegiacie św. Anny w Krakowie. Od  17 września 1745 Przypkowski opłacany był jako profesor królewski. W 1746 został Archidiakonem kolegiaty św. Anny, następnie prokuratorem kościoła św. Anny.
W 1750 wszedł w skład powołanej przez biskupa krakowskiego Andrzeja Załuskiego komisji do opracowywania reformy w zakresie nauczania matematyki. Przypkowski do końca życia pełnił funkcję profesora na Wydziale Filozoficznym rezygnując z kariery uniwersyteckiej na bardziej intratnym Wydziale Teologicznym, co w ówczesnym środowisku uniwersyteckim było odosobnionym przypadkiem.
Prawdopodobnie Przypkowski był twórcą zegara słonecznego z 1740 znajdującego się na kościele Mariackim w Krakowie.
Zmarł 12 stycznia 1758 i został pochowany w kościele św. Anny w Krakowie.